# John Allen Fraser
John Allen Fraser PC OC OBC CD QC (* 15. Dezember 1931 in Yokohama, Japan; † 7. April 2024) war ein kanadischer Politiker der Progressiv-konservativen Partei (PC), der fast 21 Jahre lang Mitglied des Unterhauses sowie zwischen 1979 und 1980 Postminister sowie Umweltminister im 21. kanadischen Kabinett von Premierminister Joe Clark war. Danach war er von 1984 bis zu seinem Rücktritt 1985 Minister für Fischerei und Ozeane im 24. Kabinett Kanadas von Premierminister Brian Mulroney. Ferner war Fraser zwischen 1986 und 1994 als Sprecher des Unterhauses Parlamentspräsident und wurde für seine Verdienste in der kanadischen Politik zum Officer des Order of Canada ernannt.

## Leben

### Studium, Rechtsanwalt und Abgeordneter
Fraser absolvierte nach dem Schulbesuch ein Studium der Rechtswissenschaften, das er mit einem Bachelor of Laws (LL.B.) abschloss. Danach war er als Solicitor sowie als Barrister tätig und wurde für seine juristischen Verdienste schließlich zum Kronanwalt (Queen’s Counsel) ernannt.
Bei der Wahl vom 25. Juni 1968 kandidierte Fraser für die Progressiv-konservative Partei (PC) im Wahlkreis Vancouver South ohne Erfolg erstmals für ein Mandat im Unterhaus. Bei der darauf folgenden Wahl vom 30. Oktober 1972 wurde er für die PC erstmals zum Mitglied des Unterhauses gewählt und vertrat in diesem bis zum 24. November 1993 fast 21 Jahre lang den Wahlkreis Vancouver South.
Zu Beginn seiner Parlamentszugehörigkeit war Fraser zwischen dem 5. Dezember 1972 und Dezember 1974 erst umweltpolitischer Sprecher und danach von Dezember 1974 und 1978 arbeitsmarktpolitischer der PC-Fraktion. Nach dem Rücktritt von Robert Stanfield gehörte er auf dem PC-Parteitag am 22. Februar 1976 zu den Kandidaten für dessen Nachfolge als Vorsitzender der Progressiv-konservativen Partei, unterlag allerdings letztlich Joe Clark, der mit 36 Jahren zum neuen Parteivorsitzenden gewählt wurde.

### Minister und Unterhaussprecher
Am 4. Juni 1979 wurde er von Premierminister Joe Clark als Postminister sowie Umweltminister in das 21. Kabinett Kanadas berufen, dem er bis zum Ende von Clarks Amtszeit am 2. März 1980 angehörte. Nach der Wahlniederlage der Unterhauswahl vom 18. Februar 1980 fungierte Fraser zwischen dem 9. April 1980 und dem 8. September 1981 als postpolitischer Sprecher und danach vom 9. September 1981 bis September 1983 als Sprecher für Fischereipolitik. Daraufhin war er von 1983 bis zum 1. April 1984 abermals umweltpolitischer Sprecher sowie im Anschluss vom 6. April bis September 1984 Sprecher der PC-Fraktion für das Amt des Solicitor General.
Nach dem Wahlsieg der Progressiv-konservativen Partei bei der Unterhauswahl vom 4. September 1984 wurde Fraser am 17. September 1984 von Premierminister Brian Mulroney zum Minister für Fischerei und Ozeane ernannt. Dieses Ministeramt bekleidete er, bis er am 23. September 1985 wegen einer Kontroverse um den Verkauf verdorbener Thunfisch-Konserven zurücktreten musste.
Knapp ein Jahr später wurde Fraser am 30. September 1985 als Nachfolger seines Parteifreundes John Bosley Sprecher des Unterhauses und damit Parlamentspräsident. Am 16. Januar 1994 wurde Gilbert Parent von der Liberalen Partei zu seinem Nachfolger als Unterhaussprecher gewählt. 1994 ernannte ihn Premierminister Jean Chrétien von der Liberalen Partei zum Botschafter für Umweltfragen und behielt dieses Amt bis 1998.
Für seine langjährigen politischen Verdienste wurde Fraser am 4. Mai 1995 das Offizierskreuz des Order of Canada verliehen. Darüber hinaus erhielt er den Order of British Columbia sowie die Canadian Forces Decoration.
Später war er zwischen 1997 und 2003 Vorsitzender des Ministerausschusses für Veränderungen im Ministerium für nationale Verteidigung sowie von 1998 bis 2005 Vorsitzender des Rates zur Bewahrung der Fischereiressourcen im Pazifik.